# Klatrehortensia
Klatrehortensia (Hydrangea anomala ssp. petiolaris), også skrevet Klatre-Hortensia, er en stor, løvfældende busk med en klatrende vækstform. grenene er svære og krogede. Som fritstående kan busken udmærket bære sine egne grene. Klatrehortensia danner et tæt bladdække, smykket af hvide blomster.

## Beskrivelse
Barken er først lysegrøn og glat, men senere bliver den rødlig, og til sidst er den mørkebrun og flosset. De unge skud og grene bærer tætte klatre- og luftrødder. Knopperne er modsatte og ægformede, lysegrønne med rødlige rande på knopskællene. 
Bladene er ægformede med savtakket rand. Oversiden er glat og mørkegrøn, mens undersiden er mere mat og lysegrøn. Blomsterne sidder samlet i store, løse skærme. De enkelte blomster er hvide. De sterile randkroner er åbne og brede, mens de fertile midterkroner er næsten rørformede. Der ses meget sjældent frugter på denne plante.
Rodnettet er hjerteformet med kraftige og tæt forgrenede hovedrødder og mange, fine siderødder. 
Højde x bredde og årlig tilvækst: 10 x 2 m (40 x 8 cm/år), men 2 x 2 m (8 x 8 cm/år) som fritstående.

## Hjemsted
Klatrehortensia vokser som skovbrynsplante eller helt frit på klipperne i de regnvåde bjergskove i Kina, Korea og Japan. 
På Hokkaido vokser den bl.a. sammen med japansk vinstok, kalopanax, kurilermagnolia og Sasa veitchii.

## Underart
Man ser udelukkende den her omtalte, klatrende underart i Danmark. Den normale form af arten Hydrangea anomala er så vidt vides aldrig nået hertil.
| Portal | Portal:Botanik |